# 阿城上闸
阿城上闸，位于山东省阳谷县阿城镇，是京杭大运河——会通河上的一座水闸。
2013年，阿城上闸列入第四批山东省文物保护单位，分类为大运河遗址。2014年，阿城上闸和阿城下闸成为世界遗产——大运河会通河阳谷段的组成部分。